# Henry Jones, Sr.
El profesor Henry Walton Jones, Sr.  es un personaje de ficción en la franquicia de Indiana Jones. Él es el padre distanciado de Indiana Jones, que es capturado por los nazis durante la búsqueda del Santo Grial para actuar como cebo para Indy.
El personaje fue interpretado por Sean Connery en la película de 1989 Indiana Jones y la última cruzada. Alex Hyde-White tuvo un cameo como el Henry más joven en el prólogo de la película (aunque su rostro no se ve, y Connery sobre puso su voz). Lloyd Owen interpretó a Henry en la serie de televisión The Young Indiana Jones Chronicles. El personaje también hizo apariciones en novelas y un libro de historietas.

## Caracterización
El padre del famoso arqueólogo Indiana Jones, Henry nació en Escocia el 12 de diciembre de 1872. Es profesor de literatura medieval, después de haber recibido su título de la Universidad de Oxford el 5 de junio de 1899 y es, según su hijo, «el (profesor) que los estudiantes no desean tener».
Un hombre impulsado, Henry estaba fascinado por la búsqueda del Santo Grial, manteniendo todas las pistas que encontró con respecto a su paradero en su diario del Grial. Él es al parecer un cristiano (aunque su denominación es poco clara). Él no tolera que su hijo use el nombre de Jesús en vano, golpeando al Henry joven en la cara cuando lo hace y le dijo: "Eso es por tu blasfemia!"
Al parecer, la búsqueda del grial le generó una difícil crianza, lo que llevó a Henry a no vincularse con su hijo durante su infancia; después de la muerte de su esposa Anna por fiebre escarlatina, el abismo entre padre e hijo creció hasta el punto en el que rara vez hablaban. Henry afirma que él le enseñó a su hijo "autosuficiencia" de esta manera, mientras que Indiana sentía que su padre simplemente se preocupaba más por sus actividades intelectuales que él hizo, que acerca de su propio hijo, diciendo: "Lo que me enseñaste, era que yo era menos importante para ti que algunas personas que habían estado muertos desde hace 500 años en otro país ". Para exasperación constante de Indiana, Henry se refiere a su hijo sólo como "Junior" (irónicamente, Indiana hace lo mismo a su propio hijo), hasta el final de La última cruzada, cuando por fin lo llama "Indiana". Como no era una práctica en el padre, Indiana resentía la naturaleza distante de su padre, lo que puede haber influido en su propia incapacidad para sentar cabeza y formar una familia durante gran parte de su vida, y también resentían la búsqueda de toda la vida de su padre de la búsqueda del Santo Grial. Cuando Henry explica que la búsqueda del Grial es "una carrera contra el mal", Indy arremete contra él: "Esta es una obsesión, papá me.! Nunca entendí Nunca! " A causa de distanciamiento con su padre, Indy abrazó al amigo de su padre Marcus Brody como una figura paterna y modelo a seguir.
Henry sufre de Musophobia (miedo a las ratas ), similar al temor de su hijo de las serpientes, y, al parecer, también de la acrofobia. Él también tiene la costumbre de decir "Esto es intolerable!" particularmente en circunstancias difíciles. Cuando Indy golpea a un nazi, mientras que en el tanque, grita, "¿Llamas a esto arqueología ?!" A lo largo de la película, Henry está conmocionado por el estilo de vida violento de su hijo, por ejemplo, cuando él a tiros a una pareja de nazis, diciendo "Mira lo que hiciste! No puedo creer lo que hiciste!" También es poco impresionado cuando su hijo derrota a sus perseguidores nazis con sólo un polo durante su huida en la motocicleta. Durante la batalla de tanques, sin embargo, que explota un camión lleno de nazis para horror de Brody, explicando "Es la guerra!"
Según lo revelado en la última guía de Indiana Jones, Henry Jones Sr. murió en 1951.

## Apariciones
En Indiana Jones y la última cruzada, ambientada en 1938, Walter Donovan encuentra una tableta que proporciona nuevas pistas para la ubicación del Grial, posteriormente contrata a Henry para liderar una expedición para localizar el artefacto. Mientras que en la expedición, descubre que su colega  (Elsa Schneider, con quien Indy tiene una breve aventura) está trabajando para los nazis. Henry envía por correo su diario del Grial, con sus numerosas pistas vitales, a su hijo para su custodia - poco después él (mientras se trabajaba en una biblioteca en venecia) es capturado por oficiales nazis e internado en el Castillo Brunwald en frontera Austro-Germana.
Él es finalmente rescatado en el castillo por su hijo, y se enteran de que Donovan, que también está trabajando con los nazis. Henry convence a Indiana de que el Grial no debe ser tomado por los nazis y que necesitan para ir a Berlín para recuperar su diario del Grial para completar la misión. Durante el transcurso de la aventura, Marcus es capturado y cuando Indiana va a la batalla de los nazis, Henry intenta rescatar el propio Marcus. Durante el transcurso de la batalla, Henry explota un camión lleno de nazis, salvando la vida de Indiana. Con el tiempo, trabajando juntos, Marcus y Henry logran escapar del tanque que están atrapados. Cuando Indy casi cae a su muerte desde un acantilado después de luchar contra los nazis en un tanque, Henry se horroriza cuando él piensa que su hijo ha muerto, y es en gran medida aliviado cuando Indy se revela a estar vivo y bien. Henry recibe un disparo por Donovan en el clímax de la película, pero Indiana encuentra el Grial a tiempo y lo usa para curar sus heridas. Henry devuelve el favor por el rescate de Indiana a partir de una fisura (creado cuando Elsa cruza un sello con el Grial), implorando a su hijo a dejar que el Grial ahí, incluso llamándolo por su apodo de "Indiana" por primera vez y lo que implica que se preocupa más sobre Indiana que el Grial.
En The Young Indiana Jones Chronicles, tras la publicación de un libro de éxito en la caballería en 1909, se invita a Jones para hablar en una serie de escuelas y universidades de todo el mundo. Él lleva a su esposa e hijo, junto con él, la contratación de su antiguo tutor, Helen Seymour (interpretado por Margaret Tyzack) para dar clases a su hijo.
En Indiana Jones y el reino de la calavera de cristal, Henry se dio a entender que han muerto antes de los acontecimientos de la película. Una fotografía enmarcada de él se ve en el escritorio de Indy en un momento de la película. Cerca del final de la película, Indy se dirige a Mutt como "Junior". En el (James Rollins novelización de la película), se dice que Henry Jones Sr había muerto más o menos dos años antes, por lo que su año de la muerte entre 1955 y 1956. Sin embargo, en el James Luceno libro DK, Indiana Jones la última guía, enumera su muerte en 1951.
De acuerdo con un video en el sitio web oficial para el videojuego, Indiana Jones y el Cetro de los Reyes, Henry será un personaje jugable en una historia creada especialmente para el modo co-op, que sigue a Henry, padre, y Henry Jr. mientras viajan a América del Sur para evitar artefactos de valor incalculable de caer en manos de los alemanes.
Henry Sr. y Henry Jr. hacen muy breves cameos que no pueden reproducirse en el videojuego Lego Star Wars III: The Clone Wars. Su aspecto rinde homenaje a una escena de Indiana Jones y la última cruzada .

## Concepción
Steven Spielberg decidió introducir el padre de Indiana en la tercera película, como se encontró el Santo Grial una trama espectacular. Sean Connery era la elección obvia para desempeñar el papel para él, como James Bond fue una inspiración para Indiana.  George Lucas y Harrison Ford se sorprendieron, sin embargo. Ford, explicó Connery (nacido en 1930), solo tenía doce años más que él. Connery mejorado el carácter, que fue concebido como algo más libresco. Él vino para arriba con la línea "Ella habla en su sueño", mientras que el rodaje, lo que causó la tripulación para arruinar la toma como lo encontraron tan divertido.
Para prepararse para el papel en The Young Indiana Jones, Lloyd Owen preparado por ver numerosas películas de Connery y estudió su acento. Owen comparte el amor del personaje de la historia medieval, después de haber estudiado Geoffrey Chaucer 's cuento del caballero . Owen considera el carácter "un buen padre. Creo que eso es obvio por la forma en Indy ha resultado. Incluso llegó a decir en la película que él no es el tipo de padre que dice, 'Come tu comida, ir a la cama, cepillarse los dientes! ' Él no es ese tipo de persona en todos. Él es un padre muy liberal para la década de 1900 ".
Connery rechazó un cameo en Indiana Jones y el reino de la calavera de cristal (2008), ya que estaba disfrutando de la jubilación demasiado. En una declaración, él proporcionó un último consejo para "Junior" -. Mantener a los acantilados bajos, el CGI monstruos y la estrecha látigo en la mano para defenderse de la coordinador de especialistas. George Lucas dijo en retrospectiva que era bueno Connery no apareció, ya que sería decepcionar a la audiencia cuando su personaje no se unió a la aventura de la película.  Ford bromeó: "Yo soy lo suficientemente viejo para interpretar a mi propio padre."

## Recepción
Sean Connery recibió un Globo de Oro nominación por su actuación.
Horizonte publicó un vinilo kit modelo de Henry en 1993, que el comprador podría montar.  La compañía japonesa Kotobukiya lanzó un kit de vinilo en 2008. Ese mismo año, Hasbro lanzó una figura de acción de 3 ¾ pulgadas que viene con su maleta, paraguas y el Santo Grial ; un modelo de fundición a presión de él y de Indiana en la motocicleta; y un (caricatura) juguete Mighty Mugg.  Lego también hizo una figura de Henry por su set de juego basado en la persecución de la motocicleta y la lucha avión.